# Walter Michael Palmers
Walter Michael Palmers (auch: Walter M. Palmers oder nur Walter Palmers, * 1903; † 1983) war ein österreichischer Industrieller. Weltweit bekannt wurde er vor allem durch seine Entführung am 9. November 1977 durch die Terrororganisation Bewegung 2. Juni.

## Leben
Walter Michael Palmers wurde als Sohn des Ludwig Emil Palmers und der Emilie Vetter geboren. Als Ludwig Emil Perlhefter 1899 zum evangelischen Glauben konvertierte, nannte er sich ab dem 17. Juli 1904 Ludwig Emil Palmers. Geschwister von Walter Michael Palmers waren Theodor (* 1900), Hans-Joachim (* 1902) und Harry (* 1906), die auch mit ihm Gesellschafter im Unternehmen Palmers waren.
Nach dem Anschluss Österreichs an Nazi-Deutschland galt Ludwig Emil Palmers nach den Nürnberger Gesetzen als Jude und seine Söhne als „Halbjuden“. Das Unternehmen wurde an nichtjüdische Familienmitglieder übertragen. Walter Michael Palmers ließ sich 1943 in der Schrauben- und Munitionsfabrik Schuster dienstverpflichten. Nach dem Ende der Nazi-Herrschaft wurde das Unternehmen wieder auf die vorherigen Eigentümer übertragen und Walter Michael Palmers wieder Geschäftsführer.
Walter Palmers war mit Gunilla verheiratet und aus der Ehe entstammen der Sohn Christian Michael und Tochter Elisabeth.
1982 erlitt er einen Schlaganfall und verstarb 1983.

## Beruf
Walter Michael Palmers leitete von 1937 bis 1938 und von 1945 bis 1982 sehr erfolgreich die Fa. Palmers. Er war auch einer der Gründer der Firma Wolford AG, welche 2018 an den chinesischen Investor Fosun verkauft wurde.